# Laurel Aitken
Laurel Aitken (Cuba, 22 de abril de 1927-Leicester, 17 de julio de 2005) fue un cantante cubano de origen jamaicano, conocido como uno de los creadores de la música ska jamaicana a finales de los años cincuenta. Fue el primer músico jamaicano en hacerse famoso en Europa, adelantándose a Bob Marley.

## Biografía
Aitken, cuyo verdadero nombre era Lorenzo Aitken, nació en Cuba y era hermano del también cantante Bobby Aitken. Se trasladó a Jamaica con 8 años y allí fue donde empezó a cantar calipso para los turistas.
En 1952 hizo sus primeras grabaciones, fundamentalmente de mento y R&B, que eran los sonidos que estaban de moda en la isla por aquella época. En 1958 hizo una de las primeras grabaciones de ska, el sencillo "Little Sheila/Boogie in my Bones". Era, además, uno de los primeros trabajos del productor Chris Blackwell, que posteriormente fundaría el sello Island Records.
Emigró definitivamente a Inglaterra en los años 60, donde se le considera como el mayor representante de la música jamaicana y donde tiene una legión de seguidores entre los skinhead y otros fanes del ska. Tuvo muchos éxitos entre los años 50 y los 70, mientras grababa para Blue Beat Records, Pama Records y Trojan Records, cantando en numerosos estilos jamaicanos como mento, calypso, ska, rocksteady y reggae.
Incansable colaborador, ha dado conciertos con multitud de bandas de ska de los años 60, haciendo lo propio con el revival ska de la nueva ola de finales de los años 70, particularmente con grupos del sello 2 Tone, y con otros grupos de finales de los años 80 y de los 90, como The Busters, The Toasters o los españoles Malarians.
Aitken, que era conocido como Padrino del Ska y Jefe de los Skinhead, dio conciertos casi hasta su muerte. Sufrió una grave enfermedad seguida de un ataque de corazón un año antes de su muerte. Murió por otro ataque en Leicester, Inglaterra, el 17 de julio de 2005. Hay una placa en su honor en su casa de Leicester. [http://www.thisisleicestershire.co.uk/displayNode.jsp?nodeId=132935&command=displayContent&sourceNode=132702&contentPK=16937937&folderPk=77465&pNodeId=132393 (enlace roto disponible en Internet Archive; véase el historial, la primera versión y la última).].

## Discografía

### Álbum (selección)
- Ska With Laurel, 1965
- Scandal In Brixton Market (con Girlie), 1969
- Fire, 1969
- The High Priest Of Reggae, 1970
- Ringo the Gringo, 1990
- The Story So Far, 1998
- En español, 1999
- Live at Club Ska, 2002
- Superstar, 2005

### Recopilatorios (selección)
- Blue Beat Years, 1996
- The Pama Years (1969-1971), 1998
- Godfather of Ska, Vol. 3 (1963-1966), 2000
- The Pioneer of Jamaican Music, 2000
- Rise & Fall (Personal Selections 1960-1979), 2001
- Rudi Got Married (The Godfather of Ska Vol. 5), 2002
- Superstar, 2005